# I'm Lovin' It
„I'm Lovin'It” este un cântec înregistrat de către compozitorul și cântărețul american Justin Timberlake. A fost scris de Pharrell Williams, Tom Batoy, Andreas Forberger și Franco Tortora, iar de producția lui s-au ocupat cei de la The Neptunes. 
Cântecul a fost folosit în reclamele McDonald's.

## Versiuni
- Single maxi[2]

1. „I'm Lovin' It” – 3:42
2. „I'm Lovin' It” (Instrumental) – 3:42
3. „Last Night” – 4:47

## Topuri
| Top (2003–04)                   | Poziție de top |
| ------------------------------- | -------------- |
| Austria (Ö3 Austria Top 40)     | 55             |
| Belgia (Ultratop 50 Flanders)   | 25             |
| Belgia (Ultratip Wallonia)      | 1              |
| Germania (Media Control Charts) | 50             |
| Irlanda (IRMA)                  | 15             |
| Olanda (Dutch Top 40)           | 13             |
| Olanda (Single Top 100)         | 27             |
| Suedia (Sverigetopplistan)      | 43             |
| Elveția (Schweizer Hitparade)   | 47             |

## Datele lansări
| Țara       | Data              | Format            | Casa de discuri          |
| ---------- | ----------------- | ----------------- | ------------------------ |
| Spania     | 20 noiembrie 2003 | Versiune digitală | Sony Music Entertainment |
| Singapore  | 20 noiembrie 2003 | Versiune digitală | Sony Music Entertainment |
| Germania   | 1 decembrie 2003  | Versiune digitală | Sony Music Entertainment |
| Germania   | 1 decembrie 2003  | Single maxi       | Sony Music Entertainment |
| Luxembourg | 1 decembrie 2003  | Versiune digitală | Sony Music Entertainment |
| France     | 9 decembrie 2003  | Versiune digitală | Sony Music Entertainment |